# Nguyễn Đăng Thục
Nguyễn Đăng Thục (1909-1999) là nhà giáo dục, nhà nghiên cứu triết học và văn học Việt Nam ở thế kỷ 20.

## Thân thế và sự nghiệp
Nguyễn Đăng Thục sinh ngày 14 tháng 6 năm 1909 trong một gia đình có truyền thống nho học và khoa bảng, tại làng Thổ Khối, huyện Gia Lâm, phủ Thuận Thành, tỉnh Bắc Ninh (nay thuộc ngoại thành Hà Nội).
Thuở nhỏ, ông học tiểu học ở trường làng, học cấp trung học ở trường Albert Sarraut (Hà Nội).
Năm 1927, Nguyễn Đăng Thục sang du học ở Pháp, Bỉ và Thụy Sĩ. Sau khi, đỗ tú tài I và II ban Triết học và Toán học tại Marseilles ở miền Nam nước Pháp, ông theo học kỹ nghệ và khoa học tại L’École Nationale des Arts (Trường Quốc gia Mỹ thuật) và Đại học Lille ở Roubais ở miền Bắc nước Pháp, rồi tốt nghiệp Kỹ sư hóa học.
Năm 1934, ông trở về nước cùng với Bùi Ngọc Ái, Vũ Đình Di. Năm sau (1935), ông cùng với hai bạn này xuất bản tờ báo L’Avenir de la Jeunesse (Tương lai của tuổi trẻ) tại Hà Nội.
Năm 1937, ông làm bỉnh bút (biên tập viên) cho tờ Le Travail (Lao động). Ít lâu sau tờ báo này bị đình bản, ông quay về với nghề chuyên môn đã học là ngành kỹ nghệ, nhận làm kỹ sư hóa học cho Nhà máy dệt Nam Định (S.F.A.T). Trong thời gian làm việc ở đây, ông đã dành nhiều thời gian nghiên cứu về văn hóa Á Đông và đã viết hai tác phẩm Bình giải sách Đại học và Tinh thần khoa học và đạo học. Năm 1944, ông đứng ra xuất bản tạp chí Duy Nhất tại Nam Định với chủ trương dung hòa văn hóa Đông-Tây.
Năm 1945, Nguyễn Đăng Thục thôi việc tại Nhà máy dệt Nam Định, về làng Thụy Khê gần hồ Tây (Hà Nội) mở nhà máy riêng và tham gia các hoạt động văn hóa.
Sau ngày toàn quốc kháng chiến (19 tháng 2 năm 1946), ông làm kỹ sư cho công binh xưởng Liên khu III. Năm 1948, ông làm Giám đốc học vụ Trường Dân Huấn Vụ.
Năm 1949, ông hồi cư về Hà Nội và qua năm sau, ông được mời dạy bộ môn Triết học Đông phương tại Trường Đại học Văn Khoa Hà Nội, và làm chủ bút tờ Văn hóa tùng biên.
Năm 1954, Nguyễn Đăng Thục vào Sài Gòn làm việc ở bộ Văn hóa, giảng dạy triết học Đông phương và văn chương Việt Nam tại Trường Đại học Văn khoa Sài Gòn. Cùng thời điểm này, ông còn đứng ra sáng lập và làm Chủ tịch Hội Việt Nam Nghiên cứu và Liên lạc Văn hóa Á châu, làm Chủ nhiệm và Chủ bút tạp chí Văn hóa Á châu.
Từ năm 1961 đến năm 1964, ông giữ chức Giáo sư Khoa trưởng Khoa Văn học Việt Nam tại Trường Đại học Văn khoa Sài Gòn. Trưởng tiểu ban văn hóa của tổ chức Giáo dục, Khoa học và Văn hóa Liên Hợp Quốc (UNESCO) tại Việt Nam.
Trong khoảng năm 1964-1965, ông cùng một số trí thức, nhân sĩ ở Sài Gòn như Giáo sư Tôn Thất Dương Kỵ, Bác sĩ Phạm Văn Ngỡi, nhà báo Cao Minh Chiếm, thi sĩ Trần Tuấn Khải, v.v...công khai ký một bản kiến nghị yêu cầu chính quyền Việt Nam Cộng hòa trực tiếp thương thuyết với Mặt trận Dân tộc Giải phóng miền Nam Việt Nam để chấm dứt chiến tranh. Do đó ông bị chính quyền Phan Huy Quát cách chức và buộc thôi dạy ở Trường Đại học Văn khoa Sài Gòn.
Năm 1967, ông được Giáo hội Phật giáo Việt Nam Thống nhất mời giữ chức Khoa trưởng phân khoa Văn học và Khoa học Nhân văn kiêm Giáo sư môn Triết học Đông phương tại Viện Đại học Vạn Hạnh cho đến năm 1975. Khi tham gia giảng dạy tại đây, năm 1973, ông được Viện Đại học Vạn Hạnh trao văn bằng Tiến sĩ danh dự nhân kỷ niệm 10 năm thành lập.
Sau năm 1975, ông về hưu vì tuổi cao sức yếu. Giáo sư Nguyễn Đăng Thục mất ngày 3 tháng 6 năm 1999 tại Thành phố Hồ Chí Minh, thọ 90 tuổi.

## Tác phẩm
Tác phẩm của Giáo sư Nguyễn Đăng Thục đã xuất bản trước năm 1975: 
- Đại học, Tứ hải (Hà Nội, 1940)
- Triết lý nhân sinh Nguyễn Công Trứ (Hà Nội, 1950)
- Tinh thần khoa học Đạo học (Văn hóa hiệp hội Hà Nội, 1953. Năm 1967, Khai trí ở Sài Gòn in lại)
- Dân tộc tính (Văn hóa vụ Sài Gòn, 1956)
- Triết lý văn hóa khái luận (Văn hữu Á châu, Sài Gòn, 1956)
- Triết học Đông phương nhập môn (Bộ Quốc gia giáo dục, Sài Gòn, lần I: 1958, lần 2: 1960)
- Văn hóa Việt Nam và Đông Nam Á (Văn hóa Á Châu, Sài Gòn, 1961)
- Lịch sử triết học Đông phương tập I (Linh Sơn, Sài Gòn, 1956. Duy Nhất in lại, Sài Gòn, 1963)
- Lịch sử triết học Đông phương tập II (Linh Sơn, Sài Gòn, 1956. Khai Trí in lại, Sài Gòn, 1963)
- Lịch sử triết học Đông phương tập III (Đông Phương, Sài Gòn, 1956)
- Lịch sử triết học Đông Phương tập IV (Bộ Quốc gia giáo dục, Sài Gòn, lần thứ I: 1962, lần thứ 2: 1968)
- Lịch sử triết học Đông phương tập V (Bộ Quốc gia giáo dục Sài Gòn, 1964)
- Tư tưởng Việt Nam (Khai Trí, Sài Gòn, 1964)
- Lịch sử tư tưởng Việt Nam tập I (Phủ Quốc Vụ khanh đặc trách văn hóa, Sài Gòn, 1967)
- Lịch sử tư tưởng Việt Nam tập II (Phủ Quốc Vụ khanh đặc trách văn hóa, Sài Gòn, 1970)
- Thiền học Việt Nam (Lá Bối, Sài Gòn, 1967)
- Democracy in traditional Vietnamese society (Nền dân chủ trong xã hội Việt Nam cổ truyền. Bộ Giáo dục, Sài Gòn, 1962)
- Asian culture and Vietnamese humanism (Văn hóa châu Á và chủ nghĩa nhân văn Việt Nam. Hội Văn hóa Á Châu, Sài Gòn, 1965)
- Lịch sử tư tưởng Việt Nam (tập III, IV, V, VI, in 1973 tại Sài Gòn)
- Vũ trụ nghệ thuật Nguyễn Du (1973)
- Lý hoặc luận của Mâu Bác (dịch và chú thích)
- Triết học Thiền của Trần Thái Tông (1970)
- Khóa hư lục của Trần Thái Tông (dịch và chú thích, in 1972). Ngoài ra, ông còn một số ít tác phẩm chưa xuất bản.

Ngoài ra, ông còn viết lời tựa cho một số quyển sách của Cao Đài giáo như: Giáo lý Đại Đạo Tam Kỳ Phổ Độ, Trên đường tấn hóa...
Sau năm 1975, một số tác phẩm của ông đã được chọn in lại, trong đó có hai bộ sách đồ sộ là Lịch sử triết học Đông phương (trọn bộ 5 tập. Nhà xuất bản Thành phố Hồ Chí Minh, 1991) và Lịch sử tư tưởng Việt Nam (trọn bộ 6 tập. Nhà xuất bản Thành phố Hồ Chí Minh, 1992).

## Đóng góp chotriết họcvàvăn học Việt
Hầu hết tác phẩm của Nguyễn Đăng Thục đều là một cái nhìn tổng thể về lịch sử tư tưởng phương Đông, nhất là lịch sử tưởng Việt Nam. Nổi bật nhất là bộ Lịch sử triết học Đông phương. Đây là "công trình đầu tiên" bằng tiếng Việt, giới thiệu một cách hệ thống các trào lưu tư tưởng phương Đông khởi đầu từ Ấn Độ, Trung Hoa và các nước châu Á.
Một công trình nổi bật khác, đó là bộ Lịch sử tư tưởng Việt Nam. Ở đây, tác giả giới thiệu lịch sử tư tưởng Việt Nam kể từ khi người Việt xây dựng Nhà nước cổ đại cho đến thời kỳ văn hóa phương Tây du nhập vào nước Việt trong thế kỷ 16. Suốt chiều dài mấy ngàn năm đó, người Việt đã từng bước chắt lọc các nguồn tư tưởng ngoại lai và hòa hợp với tư tưởng bản địa để có một hệ tưởng Việt Nam đa dạng và phong phú.
Ngoài ra, ông còn có một số sách viết về thiền học Việt Nam, rất có giá trị. Với tư cách chuyên sâu của một học giả, lần đầu tiên Nguyễn Đăng Thục đặt thiền học trong tiến trình lịch sử tư tưởng dân tộc để xem xét một cách cặn kẽ...